# 2053 Nuki
2053 Nuki eller 1976 UO är en asteroid i huvudbältet som upptäcktes den 24 oktober 1976 av den danske astronomen Richard West vid La Silla-observatoriet. Den är uppkallad efter Nodari West, upptäckarens son.
Asteroiden har en diameter på ungefär 11 kilometer och den tillhör asteroidgruppen Gefion.